# Rokel
La Rokel est une rivière de Sierra Leone d'une longueur de 386 km. Elle est une des deux cours d'eau qui constituent la rivière de Sierra Leone qui se jette dans l'océan Atlantique à Freetown.

## Source de la traduction
- (de) Cet article est partiellement ou en totalité issu de l’article de Wikipédia en allemand intitulé « Rokel » (voir la liste des auteurs).